# David Coburn (homme politique)
Pour les articles homonymes, voir David Coburn.
David Coburn est un homme politique britannique, membre du Parti du Brexit. Il est député européen de 2014 à 2019.

## Biographie
Le 22 mai 2014, il est élu député européen britannique sous les couleurs du Parti pour l'indépendance du Royaume-Uni (UKIP). En janvier 2019, il quitte ce parti, en pleine crise d'identité, accusant la direction de nationalisme et d'islamophobie. Il rejoint le Parti du Brexit et ne se représente pas aux élections européennes de 2019.
Ouvertement gay, Coburn est néanmoins opposé au mariage homosexuel.